# Vallée de la Stewiacke
La vallée de la Stewiacke est une vallée située en Nouvelle-Écosse au Canada. Il s'agit d'une région rurale qui s'étend du comté de Pictou à l'ouest jusqu'à la rivière Shubénacadie en passant par le comté de Colchester au sud. La rivière Stewiacke (en) traverse la vallée sur toute sa longueur. L'économie de la région est principalement l'agriculture et l'exploitation forestière. La route 289 est le principal axe routier de la vallée.

## Communautés
- Stewiacke
- Upper Stewiacke
- Middle Stewiacke
- Brookfield
- Upper Brookfield
- Pleasant Valley
- Green Creek
- Green Oaks
- Sheepherders Junction
- Forest Glen
- Brentwood
- Cloverdale